# Aurica
Aurica és una possible configuració futura de supercontinent. És un dels quatre supercontinents proposats que s'especula que es formaran en 200 milions d'anys, els altres són Pangea Pròxima, Amàsia i Novopangea. La hipòtesi 'Aurica' va ser creada pels estudiosos de la revista Geological Magazine després d'un estudi de la Unió Geofísica Americana que vinculava la força de les marees oceàniques amb el cicle del supercontinent. L'estudi va assenyalar que "Quan les plaques tectòniques llisquen, s'enfonsen i desplacen els continents de la Terra per formar grans masses terrestres, o supercontinents, les conques oceàniques s'obren i es tanquen en tàndem. A mesura que aquestes conques canvien de forma, poden colpejar formes que amplifiquin i intensifiquen les seves marees".

## Formació
Segons la hipòtesi 'Aurica', tant l'oceà Atlàntic com el Pacífic es tancaran i un nou oceà els substituirà a tots dos. Duarte i els seus col·legues plantegen la hipòtesi que es desenvoluparà una nova fractura al centre d'Euràsia, tallant des de l'Índia fins a l'Àrtida, que dividirà Euràsia en dos i crearà un nou oceà.
L'actual moviment cap al nord d'Austràlia i l'Antàrtida els veurà xocar amb l'est d'Euràsia i les Amèriques per tancar el Pacífic, mentre que l'oest d'Euràsia i l'Àfrica xoquen amb les Amèriques a l'altre costat per tancar l'Atlàntic.

## Escenaris alternatius
El paleogeòleg Ronald Blakey ha descrit els propers 15 a 85 milions d'anys de desenvolupament tectònic com a bastant establerts i previsibles, sense formació de supercontinents. Més enllà d'això, adverteix que el registre geològic està ple de canvis inesperats en l'activitat tectònica que fan que les projeccions posteriors siguin força especulatives. Tres hipotètics supercontinents, "Amàsia", "Pangea Pròxima" de Christopher Scotese i "Novopangea" de Roy Livermore, es van il·lustrar en un article de New Scientist d'octubre de 2007.